# Gorazducte
Gorazducte (em grego clássico: Γοραζδουκτ(η); romaniz.: Gorazdoukt(e); em persa médio: wr‘cdwhty, Warāzduxt; em parta: wr‘zdwhty, Warāzdux) foi uma nobre sassânida do século III.

## Vida

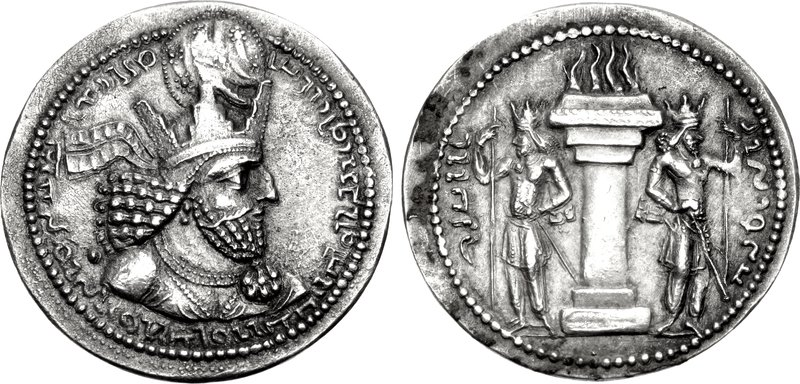
Dracma de Sapor cunhado ca. 240-244

Gorazducte era filha de Cornanzém‎. Ela aparece na inscrição trilíngue Feitos do Divino Sapor do xá Sapor I entre membros da casa reinante do Império Sassânida. Diferente das demais mulheres citadas na genealogia sassânida preservada na inscrição, não é tida como princesa. Pensa-se, portanto, que não poderia ser filha do xá, e sim de um segundo casamento contraído por sua mãe após a morte do rei seu marido (há dúvidas se era esposa do próprio Sapor ou de Artaxes I). Desse modo, sua menção na inscrição junto a família real se deve a sua relação com Cornanzém.